# Adolf Fredrik Ristell
Adolf Fredrik Ristell, född 17 juli 1744 i Uppsala församling i Uppsala län, död 1829, var en svensk kritiker, tonsättare, pjäsförfattare, översättare av dramatik och teaterdirektör. Han var grundare av och direktör för Svenska dramatiska teatern 1787–1788, som kom att omvandlas till Dramaten.

## Biografi
Ristell blev först känd som lektör hos drottning Lovisa Ulrika och som vinnare av Vitterhetsakademiens pris 1774 och 1775 för Skaldekonsten, 3 sånger, och Ode öfver ett godt samvete samt genom tolkningar av Voltaires Zayra (Zaïre) (1773) och Merope (1774). Den senare tillägnade han Carl Fredrik Scheffer. Det lär ha varit[källa behövs] på dennes rekommendation som Ristell blev kungens bibliotekarie, först i Stockholm, sedan vid Drottningholm (1778). 1777 utgav han tragedin Domald som inte väckte mycket uppseende. Han framträdde även som kritiker i Vitterhets- och granskningsjournal (1778), där han i Tankar öfver smak i vitterhet och konster ganska ytligt utlägger sin tids ytliga estetiska teorier. I denna skrift införde han också prisskrifterna och en följd av egna tolkningar efter Horatius.
I april 1787 fick han privilegium på att under sex år uppföra svenska skådespel i Stora Bollhuset och avgick då som bibliotekarie. Därigenom uppstod Svenska dramatiska teatern. Han skrev och tonsatte flera pjäser till teatern. Emellertid kom han ganska snart i ekonomiska svårigheter och tillgrep då en dyrbar myntsamling som bildats av drottning Lovisa Ulrika och som Ristell förvaltade. Den återfanns inte förrän 1853 då man upptäckte att Ristell hade pantsatt samlingen hos Riksbanken.
I april 1788, bara ett år efter öppnandet, gick Ristells teater i konkurs och han tvingades fly utomlands undan sina skulder på 13 000 riksdaler. Troligen reste han då till England. Åtminstone utkom där först hans Characters and anecdotes of the court of Sweden (1790). Den översattes till franska (3 uppl. 1790–1808) och tyska (1790) men utkom först långt senare (1820) på svenska. Detta arbete gjorde hans namn vida mer känt än hans vittra tolkningar. Engeström karakteriserar dessa anteckningar såsom innehållande "mycket sant och mycket osant, så som Stockholmssqvaller kan vara". Dock finns ganska intressanta bidrag till tidens seder och personalhistoria, eftersom författaren på nära håll sett mycket av vad han berättar om. "Såsom historisk källa i egentlig mening ega dock Ristells anekdoter ett underordnadt värde och kunna endast med försigtighet användas."
Ristells öden sedan han lämnat Sverige är höljda i dunkel. Han lär ha tagit namnet Rosen och vistats någon tid i Elsass. Han levde 1812, då Vitterhetsakademien, som han tillhört sedan 1786, på kunglig befallning uteslöt honom från ledamotskapet. Hans öde är okänt därefter.

## Verk (urval)
- Konung Gustaf Adolphs jagt [efter Collé] (1776)
- Domald, tragedie uti fem acter (1777)
- Characters and anecdotes of the court of Sweden (London: printed for Elizabeth Harlow, 1790)
  - Tysk översättning: Charaktere und Anekdoten vom schwedischen Hofe (1790)
  - Fransk översättning: Caractères et anecdotes de la cour de Suède (1790)
  - Svensk utgåva: Anekdoter om konung Gustaf III:s hof och regering (1820)
- Visit-timman, komedi i en akt: imitation efter franska pjecen Le cercle (1820) [uppförd 1787]
- Svenska hofvet under konungarne Gustaf den tredje och Gustaf den fjerde, Adolph; med en inledning rörande svenska oligarkien (af John Brown, öfversättning af Theodor Sundler, Örebro,1829) ["John Brown trol. pseud. för Adolf Fredrik Ristell. =Ref.: Historisk tidskrift,= 1915, s. 64–65; Setterwall, nr 3431 ff.", anm. i Libris]
- Några mil ifrån Stockholm (utgåva av Gösta Langenfelt; slutförd och kommenterad av Bo Thörnqvist, Stockholms universitet, 1971)

Otryckta skrifter
- Den bedragne advokaten (1787)
- Marcus Wimmerberg, efter Molière (1787)
- Mor Brita och spöket (1787)
- Krediten och Skolmästaren (1787)

## Översättningar
- Voltaire: Zayra, sorge-spel (Stockholm, 1774)
- Voltaire: Merope: sorge-spel (La Mérope française) (Stockholm, 1774)
- Philippe Quinault: Roland, opera i tre acter (Stockholm, 1781) Länk till fulltext
- Nicolas François Guillard: Iphigenie uti Tauriden, tragedie opera uti fyra acter (Iphigénie en Tauride) (Stockholm, 1783)
- Jean François Marmontel: Atys, opera i tre acter (Stockholm, 1784)
- Louis Guillaume Pitra: Andromaque opera i tre acter (Stockholm, 1785) ["Första akten översatt av J.H. Kellgren, andra av A.F. Ristell och den tredje av A.N. Edelcrantz", anm. i Libris]
- Raniero de Calzabigi: Orphée och Euridice, opera i tre acter (Orfeo ed Euridice) (Stockholm, 1786)
- Philippe Quinault: Armide, opera i fem acter (Stockholm, 1787)
- Nicolas François Guillard: Electra, tragedie-opera i tre acter (Stockholm, 1787)